# Leopold Engleitner
Leopold Engleitner (23. juli 1905 - 21. april 2013) var en østrigsk holocaustoverlevende og militærnægter, som var et af Jehovas vidner. Han er hovedpersonen i bogen og dokumentarfilmen Ubrudt Vilje (tysk: Nein statt Ja und Amen, engelsk: Unbroken Will). Leopold Engleitner var ved sin død den ældste overlevende fra koncentrationslejrene Buchenwald, Niederhagen og Ravensbrück.